# Alfred Flocard
Alfred Flocard (né le 11 avril 1866 à Jorquenay mort le 3 mars 1938 à Limoges) est un ecclésiastique qui fut évêque de Limoges de 1920 à 1938.

## Biographie
Alfred Flocard est ordonné prêtre à 23 ans, le 15 juin 1889.
Il devient vicaire général de l'évêché de Langres en 1912 et puis administrateur du diocèse en 1918-1919.
Il est nommé évêque de Limoges le 16 décembre 1920, et ordonné évêque le 25 janvier suivant, consacré par l'évêque de Langres Théophile-Marie Louvard avec comme co-consécrateurs Olivier de Durfort de Civrac et Hector Quilliet. Alfred Flocard est évêque de Limoges jusqu'à sa mort le 3 mars 1938,.